# Tramlijn Groningen - Zuidlaren
De tramlijn Groningen - Zuidlaren is een voormalige streektramlijn van de Tramweg-Maatschappij Zuidlaren – Groningen.

## Geschiedenis
In 1892 begon de TMZG een paardentramdienst tussen Groningen en Zuidlaren. De tramlijn begon bij het Sterrebos in Groningen en liep via Haren, Glimmen, Noord- en Midlaren naar Zuidlaren. In 1901 werd de tramlijn doorgetrokken naar Station Vries-Zuidlaren. De lijn was niet aangesloten op het stadsnet omdat de lijn van de TMZG een spoorwijdte had van 750 mm en de stadstram toen op normaalspoor reed. 
Toen in 1897 de spoorwijdte van de stadstram ook op 750mm werd gebracht werden de tramlijnen wel verbonden en reden de TMZG-trams soms door naar de Grote Markt. De tramdienst werd opgeheven in 1919, de rails werden in 1921 opgebroken toen lijn 5 van de Groningse gemeentetram ervoor in de plaats kwam.